# Aethotaxis mitopteryx
Aethotaxis mitopteryx är en fiskart som beskrevs av Dewitt 1962. Aethotaxis mitopteryx ingår i släktet Aethotaxis och familjen Nototheniidae.

## Underarter
Arten delas in i följande underarter:
- A. m. mitopteryx
- A. m. pawsoni

## Bildgalleri

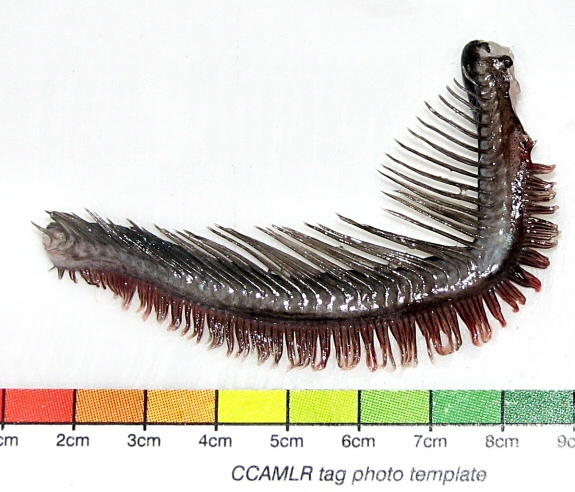